# Greckie wojska najemne w starożytności
Greccy najemnicy w starożytności (stgr. μισθοφόροι misthoforoi, lp. μισθοφόρος, od μισθός – „zarobek” i φέρω – „nosić”) – oddziały zbrojne uczestniczące zarobkowo w konfliktach wojennych świata antycznego, złożone z Greków różnego pochodzenia. Przez stulecia ziemie ich były największym dostawcą najemników dla świata starożytnego, którzy służyli obcym jako członkowie oddziałów przybocznych (gwardyjskich) albo jako zwykli żołnierze. 
Żołnierze ci rekrutowali się zarówno spośród Hellenów zamieszkujących Grecję kontynentalną (głównie z Arkadii i Attyki), jak i Azję Mniejszą (głównie Jonię), a także z oddziałów innych nacji (np. Karyjczyków), gdzie dominowały wzory greckie oraz grecka sztuka wojenna. W okresie od VII wieku p.n.e. (zwłaszcza od V p.n.e.) aż po II stulecie p.n.e. odgrywali istotną rolę w basenie Morza Śródziemnego jako element składowy ówczesnych wojen i rozstrzygnięć politycznych. Ich epokę zakończyła militarna ekspansja republikańskiego Rzymu, nie korzystającego jeszcze z wojsk najemnych.

## Zarys historyczny

### Egipt i Palestyna
W Egipcie już za panowania Ramessydów (XX dynastia) nie wyklucza się obecności wojowników pochodzenia helleńskiego (Mykeńczyków) wśród żołnierzy faraońskich rekrutowanych spośród tzw. Ludów Morza. Przenosili oni na obcy grunt nieznane dotąd elementy techniki uzbrojenia (miecze, tarcze, pancerze) i nowe metody walki. 
Najemnicy na Bliskim Wschodzie pochodzili głównie z małoazjatyckiej Jonii i zhellenizowanej Karii, które oprócz Krety od VIII do IV wieku p.n.e. należały do głównych miejsc rekrutowania tych żołnierzy. Obecność greckich najemników w kraju nad Nilem datuje się od połowy VII w. p.n.e., gdy pojawili się oni w służbie władców egipskich z dynastii saickiej. Jako pierwszy najemników karyjskich i jońskich („ludzi z brązu”) pozyskał od króla Gygesa najpewniej faraon Psametyk I, naśladowany przez swego syna i jego następców. Faraonowie ci, najmując profesjonalnych obcych wojowników, tworzyli zarazem przeciwwagę dla elementu rodzimego oraz dla zegiptyzowanych Libijczyków, stanowiących bardzo liczny składnik armii. 
O tamtejszych greckich najemnikach wiadomo zarówno z relacji Herodota, jak i z odnalezionych w Egipcie inskrypcji z tego okresu, do których należą napisy na posągu Ramzesa II w tzw. Wielkiej Świątyni w Abu Simbel wyryte przez żołnierzy jońskiego pochodzenia  z ich wodzem Potasimto (prawdopodobnie ślady ekspedycji Psametycha II do Nubii ok. 591 r. p.n.e.. W Sakkara świadectwem stałej obecności Karyjczyków związanej z pobliskim garnizonem w Memfis, są odnalezione stele grobowe (najstarsze z drugiej połowy VII w. p.n.e.), dokumentujące ją przez ok. 150 lat i dowodzące ich stopniowej asymilacji w środowisku miejscowym (m.in. poprzez małżeństwa mieszane). Do Karyjczyków przypuszczalnie odnosiłyby się też nieco późniejsze inskrypcje pochodzące z Abydos.
Rola i znaczenie przybyszów w armii stopniowo wzrastały, co spotykało się z niezadowoleniem krajowców, tak iż faraon Amazis podjął próbę załagodzenia ksenofobicznej sytuacji poprzez osiedlenie dotychczas rozproszonych Greków w położonym z zachodniej Delcie Naukratis (dotąd głównym garnizonem wojsk greckich było Memfis). Rolę greckich najemników ostatecznie zakończył podbój Egiptu przez Persów w 525 r. p.n.e.
Skąpe wzmianki autorów ksiąg biblijnych świadczą o tym, że i w Palestynie korzystano z najemników w wojskach królów Izraela. Oprócz Peletytów (Filistynów) byli to Keretyci (Kreteńczycy) w służbie Dawida (2 Sam 8,18; 2 Sam 20,23) oraz Salomona (1 Krl 1,38). Inne źródło (2 Krl 11,4) wymienia w IX wieku p.n.e. Karyjczyków wśród żołnierzy arcykapłana Jojady w czasach rządów judzkiej królowej Atalii.    

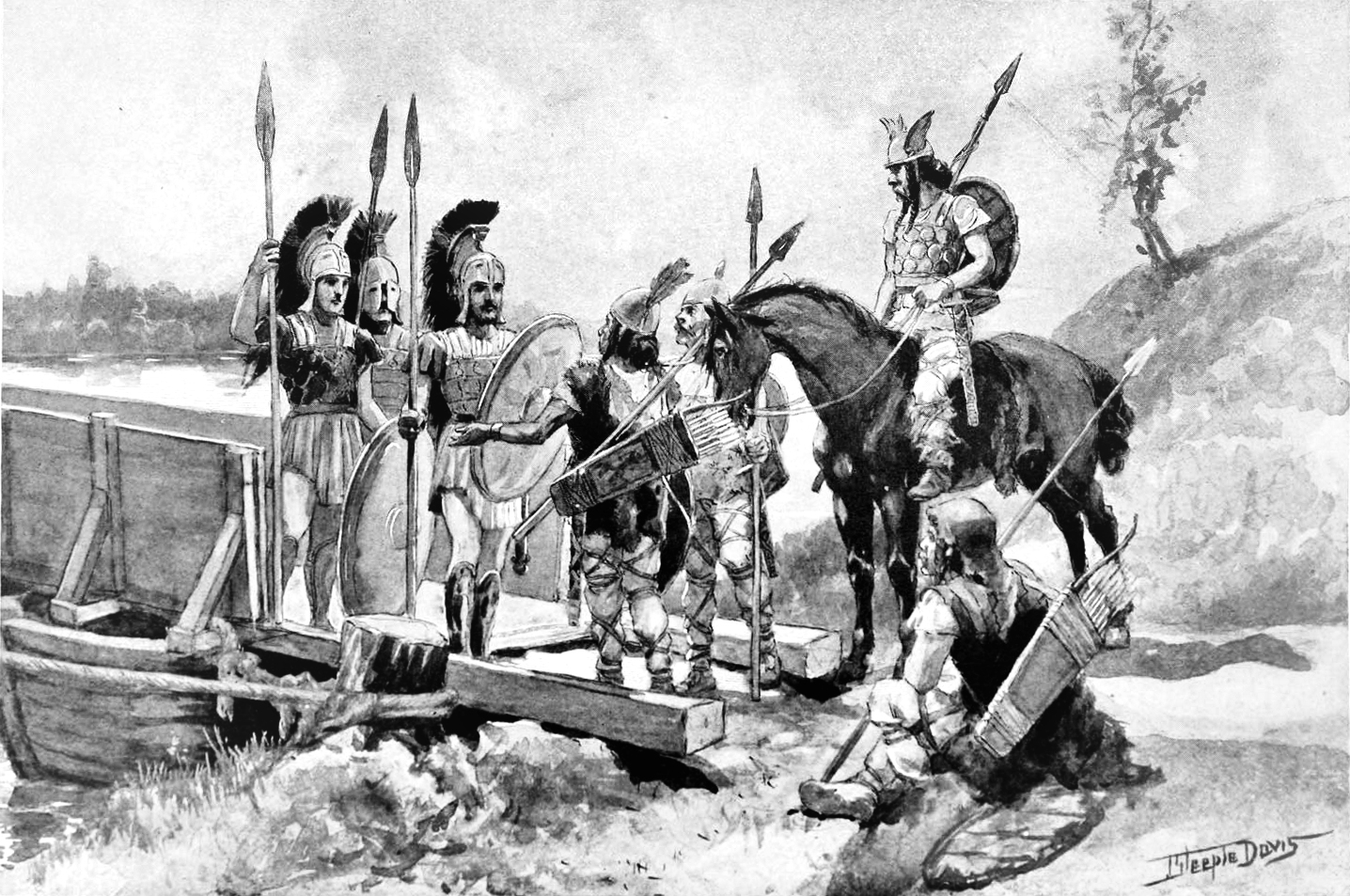
Hoplici greccy strzegący mostu perskiego króla Dariusza przed Scytami (mal. John Steeple Davis)

### W służbie greckich tyranów
Najemnicy greccy służyli nie tylko w Egipcie – spotkać ich można również na służbie królów lidyjskich, a także miast fenickich i innych władców na Bliskim Wschodzie. Zatrudniani byli też powszechnie przez tyranów w świecie greckim. Formowali oni z najemników stałe oddziały wojskowe oraz gwardie przyboczne, na których opierali swoją władzę. Dostępność najemnych wojowników pozwalała jednostkom przejmować władzę wbrew woli obywateli. Tak było w Atenach, gdy Pizystrat w 546 r. p.n.e. objął władzę po raz kolejny, korzystając z pomocy najemników z Argos i scytyjskich łuczników. Z najemników skorzystał również inny ateński tyran, Lachares, który objął władzę w 299 r. p.n.e.
Formacje najemne zatrudniali także tyrani sycylijscy, czego przykładem może być Falaris – tyran miasta Akragas w poł. VI w. p.n.e., a także inni władcy sycylijscy, którzy rozpoczynali karierę polityczną jako dowódcy najemników, z czasem przejmując władzę: Gelon i Hieron w V w. p.n.e. oraz Dionizjos I, Dionizjusz II i Agatokles w IV w. p.n.e.

### W służbie Persów – Anabaza
Najsławniejszym znanym wyczynem najemników greckich w starożytności jest marsz dziesięciu tysięcy, opisany w dziele uczestnika tegoż wydarzenia – Ksenofonta. Grecy, pod dowództwem Spartanina Klearchosa, zostali wynajęci przez uzurpatora do tronu perskiego Cyrusa Młodszego. Po mniej więcej półrocznym marszu w kierunku Babilonu wojska Cyrusa stanęły do konfrontacji z armią króla perskiego Artakserksesa II pod Kunaksą (wrzesień 401 p.n.e.). Bitwa zakończyła się przegraną i śmiercią uzurpatora, a tym samym przekreśliła zmianę na tronie perskim.
Przegrana Cyrusa Młodszego pod Kunaksą nie była jednak klęską greckich najemników, którzy nie tylko dotrzymali pola zwycięskim wojskom, ale sami na swym odcinku odnieśli zdecydowany sukces i tylko śmierć Cyrusa (w pewnym sensie z winy Klearchosa) zadecydowała o klęsce.
Po podstępnym wymordowaniu przez Persów greckiego dowództwa najemnicy pod wodzą nowo wybranych strategów (m.in. Ksenofonta) przedarli się przez wrogie terytorium i wśród licznych perypetii dotarli do Trapezuntu – kolonii greckiej u wybrzeży Morza Czarnego – gdzie w zasadzie byli już bezpieczni. Na tym ich kariera się nie skończyła, gdyż po wstąpieniu na żołd króla Sparty Agesilaosa II większość z nich stanęła przeciw Persom w 396 r. p.n.e.

### W państwach greckich
W IV w. p.n.e. znaczącym źródłem najemników stała się Arkadia, gdzie po utworzeniu państwa związkowego w 370 r. p.n.e. zorganizowano elitarną zawodową formację wojskową zwaną eparytami (eparitoi – przeliczeni), albo inaczej epilektoi (doborowi). Korpus eparytów liczył około 5000 ludzi i był często wynajmowany przez bogate poleis greckie w częstych konfliktach militarnych IV wieku p.n.e. Na czele Związku Arkadyjskiego stał niejaki Eneasz ze Stymfalos – autor traktatu "O obleganiu miast" (Poliorketika), który oprócz piastowania urzędu związkowego był znanym dowódcą najemników, służącym wielu poleis swymi talentami dowódczymi.
Również i Ateny w IV w. p.n.e. stały się ważnym źródłem rekrutacji najemników, z których najbardziej znani to: Konon i jego syn Timotheos – obaj byli dowódcami floty perskiej Artakserksesa II, a także Ifikrates, który skoligacił się z domem panującym w Tracji. Ten ostatni dokonał przed 373 r. p.n.e. pewnych reform w uzbrojeniu najemników, m.in. dając im nieco mniejsze tarcze niż dotychczas oraz większe włócznie i płócienne (lniane) zbroje.

### W konflikcie macedońsko-perskim

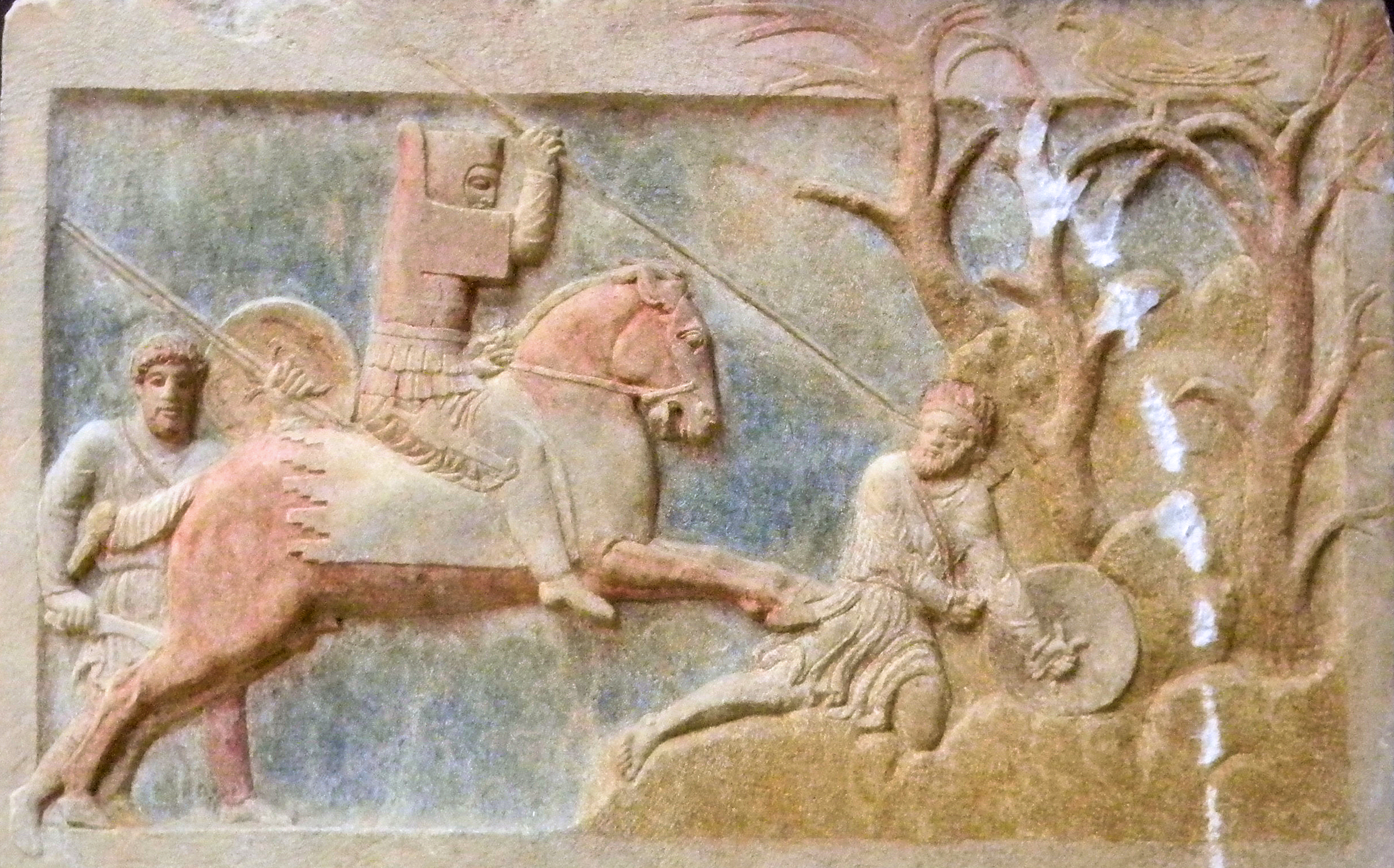
Grecki najemnik (po lewej) atakujący wraz z konnym Persem greckiego lekkozbrojnego piechura

Nowa potęga militarna, która wyrosła w świecie greckim w drugiej połowie IV w. p.n.e. – Macedonia, dała najemnikom ogromne pole do popisu na wojennych arenach Grecji kontynentalnej i Azji, zwłaszcza po rozpoczęciu przez Aleksandra wyprawy na Wschód. Pomimo oficjalnej propagandy o pomszczeniu krzywd Greków z czasów najazdów perskich, co miało nadać wyprawie charakter antyperskiej krucjaty Greków, wielu helleńskich najemników (szacunki mówią o co najmniej 30 000) walczyło w początkowej fazie wojny po stronie Wielkiego Króla. Na ich czele często stali najwybitniejsi dowódcy: Mentor i później jego brat Memnon z Rodos. Ten ostatni w niczym nie ustępował Aleksandrowi w talentach dowódczych i do końca swojego życia stanowił najpoważniejsze zagrożenie militarne dla wyprawy Macedończyka w początkowej jej fazie. Innym wybitnym dowódcą najemników greckich na służbie Dariusza był Ateńczyk Charidemos. Nie miał on jednak okazji odegrać większej roli, gdyż poróżnił się z dowództwem perskim, w wyniku czego zginął.
Najemnicy greccy występowali w armii perskiej przez cały czas istnienia imperium Achemenidów, czyli już od czasów Cyrusa Wielkiego. Rekrutowani byli przede wszystkim spośród Greków małoazjatyckich (z Jonii i Eolii). Służyli głównie w zachodniej części państwa, jako siły stabilizujące satrapie, a także jako istotny składnik armii perskich operujących w Azji Mniejszej, Macedonii i Egipcie. Tym samym byli jednym z podstawowych narzędzi w realizacji celów polityki zagranicznej na Zachodzie.
Stosunkowo liczne formacje najemników greckich w armii perskiej często poczytywane są, od starożytności aż do dziś, jako wyraz słabości i zniewieściałości Persów. Tymczasem taki obraz może być mylący, gdyż fakt ten może świadczyć raczej o trafnej ocenie militarnych możliwości żołnierzy greckich i azjatyckich przez koła rządzące imperium perskim, które doskonale zdawały sobie sprawę z przewagi jakościowej piechoty greckiej, a konkretnie – ciężkich hoplitów greckich nad piechotą azjatycką. Oczywiście Persowie również mieli wojska piesze, które posiadały dość dużą, a nawet bardzo wysoką wartość bojową, ale były to głównie specjalistyczne oddziały łuczników i procarzy, a nie ciężkozbrojna piechota zdolna wytrzymać bezpośrednie starcie wręcz. Pewnym wyjątkiem mogą tu być formacje tzw. kardaków (kardakes) – ciężkozbrojnych piechurów irańskich (sformowanych najprawdopodobniej w l. 372-368 p.n.e.), jednakże i oni znacznie ustępowali jakościowo greckim hoplitom.
Łatwiej było Wielkiemu Królowi, który dysponował bajecznymi skarbami w porównaniu z zasobami greckich władców, zaciągnąć wartościowych, zawodowych żołnierzy greckich, zawsze skorych do zarobku, niż próbować stworzyć rodzimą, wyszkoloną i zdyscyplinowaną piechotę. Wskazuje się tutaj m.in. na przeszkody majątkowe i mentalnościowe ludów azjatyckich, z powodu których trudniej było utworzyć wojska na wzór hoplitów czy falangitów. Po podboju imperium perskiego Aleksander Macedoński podjął taką próbę – wyszkolenia na wzór macedoński 30 000 Irańczyków – niemniej jednak po jego śmierci nic nie słychać o tej formacji w ramach wojsk diadochów.
Inaczej sytuacja wyglądała w kawalerii. Ta formacja w armii perskiej raczej nie przedstawiała się źle na tle europejskiej, a nawet miała opinię jakościowo lepszej i to nie tylko w czasach Achemenidów, ale nawet później w okresie dominacji Partów w Iranie i Rzymian w Europie (czego przykładem jest pogrom legionów Krassusa pod Carrhae dokonany przez świetną partyjską jazdę).

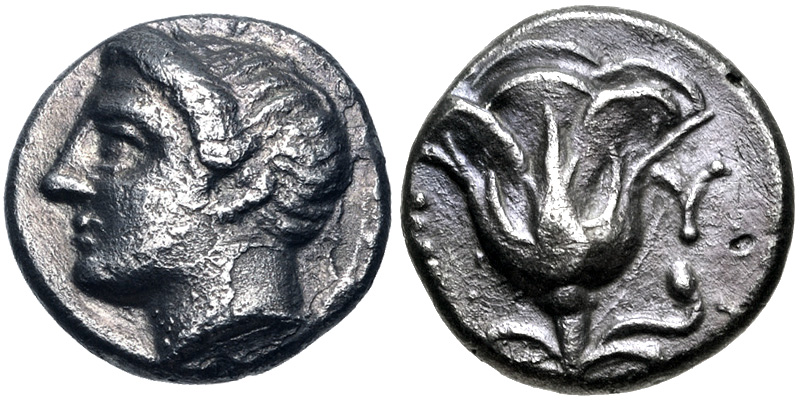
Moneta Memnona z Rodos bita dla miasta Lampsakos (Myzja)

Dariusz III wykorzystywał najemników greckich, zarówno jako wojska liniowe, jak też w charakterze sił garnizonowych w miastach Azji Mniejszej, gdzie potrafili znakomicie bronić powierzonych im placówek. Świetnym przykładem jest tutaj obrona Halikarnasu podczas inwazji macedońskiej, gdzie najemnicy dowodzeni przez wspomnianego już Memnona z Rodos sprawili Aleksandrowi niemałe kłopoty. Walczący dla pieniędzy żołnierze nie zawsze byli skorzy oddawać daremnie życie, jeśli widzieli beznadziejność walki – przykładem takiej postawy jest poddanie Miletu. Czasami jednak nie mogli lub nie chcieli się poddać, gdyż Aleksander, który ogłosił zdrajcą każdego Greka walczącego po stronie perskiej, surowo traktował schwytanych jeńców. Wzmagało to opór i determinację walki najemników. W późniejszym okresie wyprawy (zwłaszcza po bitwie pod Gaugamelą) Aleksander znacznie złagodził swoją postawę wobec greckich najemników, przyjmując ich niejednokrotnie nawet na swoją służbę. Było to już jednak w okresie, w którym do armii trafiały też tysiące Persów i innych byłych poddanych achemenidzkich władców.
Greckie wojska najemne służyły w armii Aleksandra oraz w oddziałach pozostawionych w Europie pod wodzą Antypatra od samego początku, przy czym w pierwszych latach Aleksander polegał głównie na falandze macedońskiej, kontyngentach plemion macedońskich oraz kawalerii – zarówno macedońskiej, jak i tesalskiej, a najemnicy stanowili w jego armii znaczną mniejszość i odgrywali drugorzędną rolę.
Z kolei najemnicy greccy służący Dariuszowi III (jak również i jego poprzednikom) byli ważnym czynnikiem w armii perskiej. W okresie wojny z Aleksandrem byli oni podczas każdej bitwy twardym i groźnym przeciwnikiem dla wojska króla Macedonii. Znamiennym pozostaje fakt, że podczas bitwy pod Issos (listopad 333 p.n.e.) falanga macedońska stanęła przed największym wyzwaniem militarnym za czasów Aleksandra, walcząc właśnie z najemnikami greckimi, którzy w zasadzie nie przegrali boju, a byli o krok od pogromu falangi. Jednakże w momencie ucieczki z pola walki Dariusza i otaczających go formacji perskich, najemnicy byli zmuszeni się wycofać w obliczu ataku kawalerii macedońskiej pod dowództwem samego Aleksandra, który obrócił swe prawe skrzydło, by uratować centrum. Najemnicy Dariusza wycofali się w pełnym szyku i sprawnie, ponosząc jakieś straty, niemniej jednak nie była to bezładna ucieczka – dali się oni jeszcze we znaki Aleksandrowi w następnych latach wojny.
Wojska najemne wykorzystywał przeciwko Macedonii również król Sparty Agis III, który podczas wyprawy Aleksandra na wschód podjął energiczną akcję na Peloponezie jeszcze w okresie sukcesów floty perskiej na Morzu Egejskim w 333 r. p.n.e., montując koalicję antymacedońską. Ponownie w 331 p.n.e., na czele licznej armii najemników, Agis rozpoczął działania zbrojne, odnosząc znaczne sukcesy na Peloponezie. Pokonał m.in. wojska macedońskie dowodzone przez Korragosa. Ostatecznie jednak przegrał w wyniku błędów politycznych i niezdecydowania Aten.
Z czasem najemnicy zaczęli odgrywać coraz większą rolę w siłach zbrojnych Aleksandra zwłaszcza, gdy pokonał już główne siły perskie pod Gaugamelą. Świadczy o tym m.in. fakt, że wśród ok. 22 000 piechoty i 2600 kawalerii, które Antypater i zarządcy prowincji z Azji Mniejszej nadesłali królowi, przebywającemu wówczas w Baktrii, było aż 13 000 greckich najemników. Posiłki te bardzo się przydały, bo akurat nadeszły tuż przed bardzo trudną kampanią w Sogdianie przeciwko Spitamenesowi. Jednakże świeżo przybyli najemnicy bardziej nadawali się do służby garnizonowej niż liniowej, gdyż do walki z tak trudnym przeciwnikiem, jakim był Spitamenes, Aleksander potrzebował raczej szybkiej i sprawnej kawalerii. Ostatecznie zaczął ją formować spośród Azjatów, gdyż ta którą posiadał, pomimo że była zaprawiona w tylu bojach, nie wystarczała jednak (jakościowo i liczebnie) do poskromienia lekkiej kawalerii Spitamenesa, która składała się głównie ze Scytów.

### W epoce hellenistycznej
Wkrótce po śmierci Aleksandra Wielkiego w Babilonie, w Grecji na tle zniesienia hegemonii macedońskiej wybuchła tzw. wojna lamijska (323-321 p.n.e.), w której znaczącą rolę odegrali najemnicy (głównie uchodźcy z Azji) stacjonujący na przylądku Tajnaron (Peloponez) pod wodzą Ateńczyka Leosthenesa (ok. 8000 żołnierzy). Wraz z oddziałami etolskimi i tesalskimi stworzyli oni dla trudną sytuację dla Antypatra, który jednak wzmocniony posiłkami Leonnatosa i Kraterosa, ostatecznie odniósł w tej wojnie zwycięstwo.
Nowa epoka hellenistyczna stanowiła pasmo bezustannych wojen (najpierw diadochów, a później ich następców), w których wojska najemne odgrywały bardzo istotną rolę. Greccy najemnicy występują niemal w każdym konflikcie zbrojnym III i II wieku p.n.e.: wojnach diadochów, Pyrrusa w Italii i na Sycylii, konfliktach pomiędzy Ptolemeuszami a Seleucydami w tzw. wojnach syryjskich, podczas wielkiej wyprawy Antiocha III Wielkiego na wschód – a także w konfliktach macedońsko-rzymskich i grecko-rzymskich, lecz już w postaci schyłkowej i w coraz mniejszej liczbie.

## Wybrana literatura tematu
- Herodot: Dzieje (tłum. i opr. S. Hammer), Warszawa 2002
- Flawiusz Arrian: Wyprawa Aleksandra Wielkiego (tłum. H. Gesztoft-Gasztold, wstęp i koment. J. Wolski), Wrocław 2004
- B. Kwiatkowski: Poczet faraonów. Życie, legenda, odkrycia, Warszawa 2002
- N. Grimal: Dzieje starożytnego Egiptu, Warszawa 2004
- N.G.L. Hammond: Dzieje Grecji, Warszawa 1994
- P. Green: Aleksander Wielki, Warszawa 1978
- K. Nawotka: Aleksander Wielki, Wrocław 2004
- M.J. Olbrycht: Aleksander Wielki i świat irański, Rzeszów 2004